# RML 7 inch 7 ton gun
Die RML 7 inch 7 ton gun ist eine britische Kanone des viktorianischen Zeitalters, die bei der Küstenartillerie eingesetzt wurde. In der Bezeichnung der Kanone steht RML für Rifled, Muzzle Loading- deutsch gezogenes Rohr, Ladung durch die Rohrmündung, 7 inch für das Kaliber von 7 Zoll, also 177,8 mm, 7 ton für das Gewicht der Waffe von 7 Tonnen und gun für die Art der Waffe, hier Kanone.

## Geschichte
Die ersten Hinterladergeschütze (RBL – Rifled Breech Loading) mit gezogenem Lauf wurden von Armstrong entwickelt und 1859 in der britischen Armee und der Royal Navy eingeführt. Diese Geschütze konnten im Einsatz jedoch nicht überzeugen. Daher gingen die britische Armee und die Royal Navy ab Mitte der 1860er Jahre wieder zu Vorderladern (RML – Rifled Muzzle Loading) über. Der gezogene Lauf wurde jedoch beibehalten.
Die RML 7 inch 7 ton gun wurde für den Einsatz bei der Küstenartillerie konstruiert.
Sie ist analog zur RML 7 inch 6½ ton gun aufgebaut und ähnelt dieser auch äußerlich. Diese war jedoch hauptsächlich für den Einsatz als Schiffsgeschütz vorgesehen und ist aufgrund der Platzverhältnisse an Bord kürzer als die Ausführung 7 tons. Die Durchschlagsleistung betrug rund 2 cm Eisen auf 910 m Entfernung.

## Konstruktion
Die Version Mk I wurde 1865 entwickelt. Sie ähnelt der RML 7 inch 6½ ton gun Mk I. Das Rohr ist jedoch länger und die Anzahl der Ringe des Mantelrohres wurde von sechs auf fünf verringert, um Gewicht einzusparen. Das Mantelrohr entsprach der Konstruktion von Armstrong und bestand aus mehreren Lagen dünnen Eisens.
Die Version Mk II folgte 1866. Auch sie entsprach bis auf die Länge des Rohres der RML 7 inch 6½ ton gun Mk II. Gegenüber der Mk I wurde die Anzahl der Ringe des Mantelrohres verringert. Der Ring über dem hinteren Teil der Kanone war geschmiedet.
Bei der im gleichen Jahr entwickelten Version Mk III wurde der geschmiedete Ring aufgegeben und die Form geringfügig verändert. Auch sie entsprach ihrem Gegenstück 6½ ton bis auf die Länge des Rohres.
Die verwendeten Granaten waren mit warzenförmigen Erhöhungen versehen, die in den Zügen des Rohres glitten und so das Einsetzen des Geschosses von vorn ermöglichten.

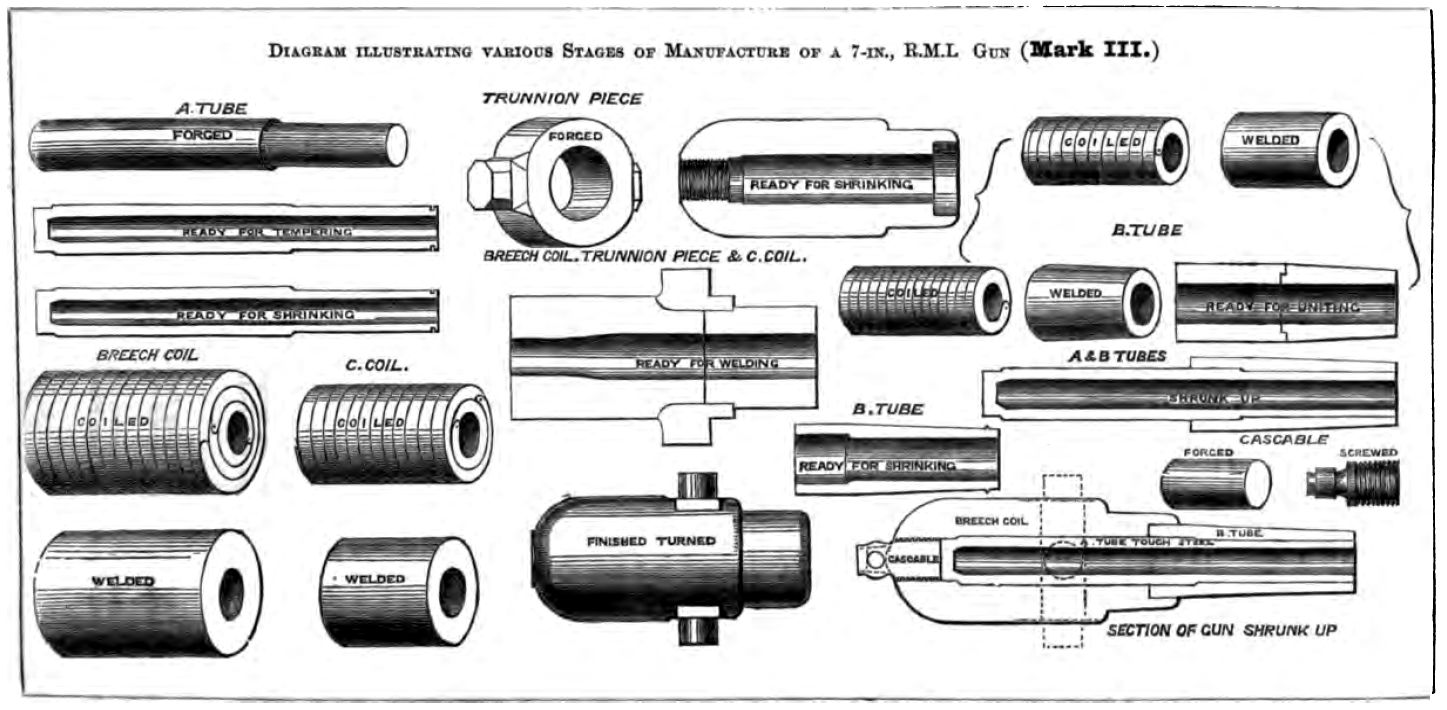
Konstruktion des Rohres (Mk III)
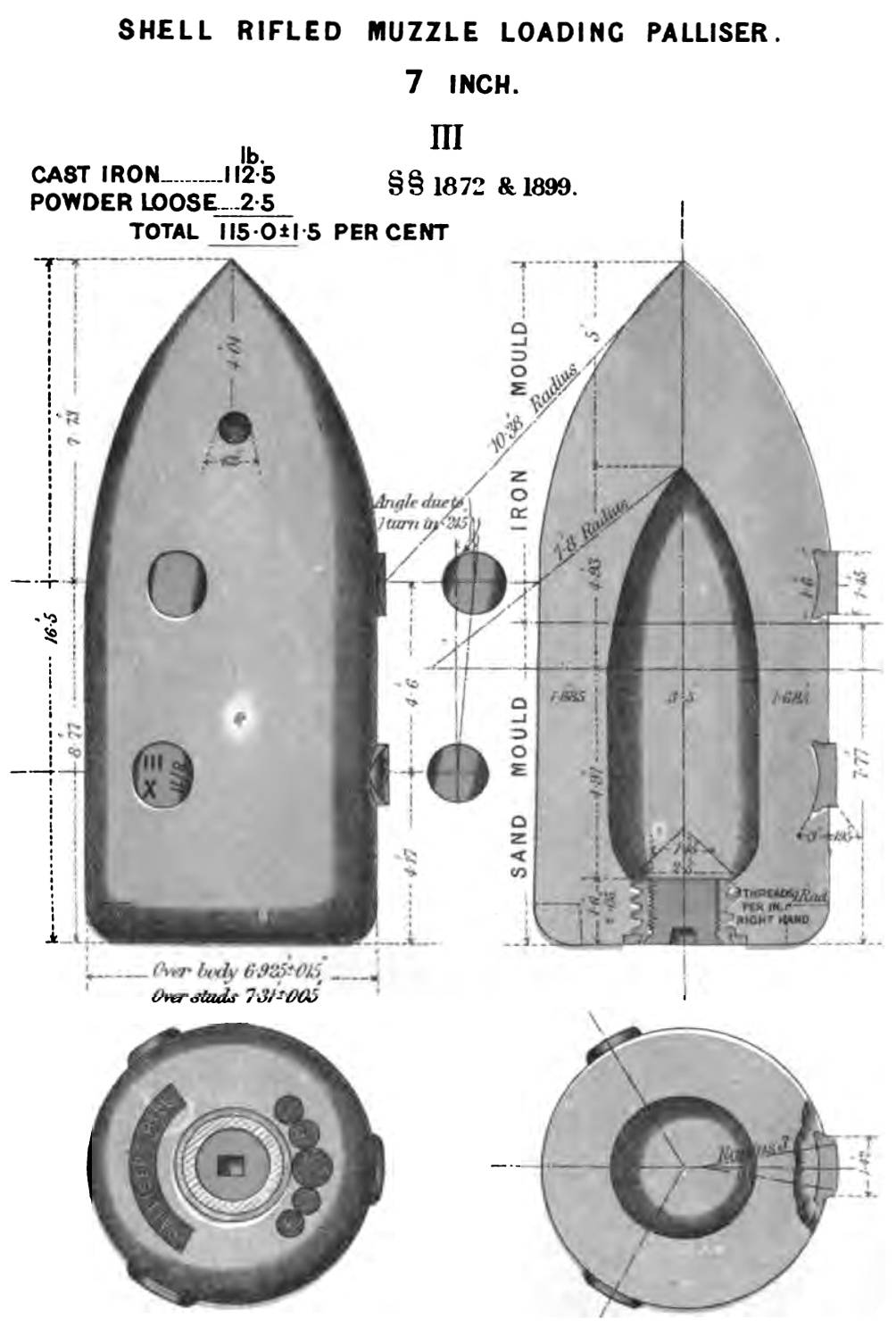
Granate Kaliber 7 inch Mk III
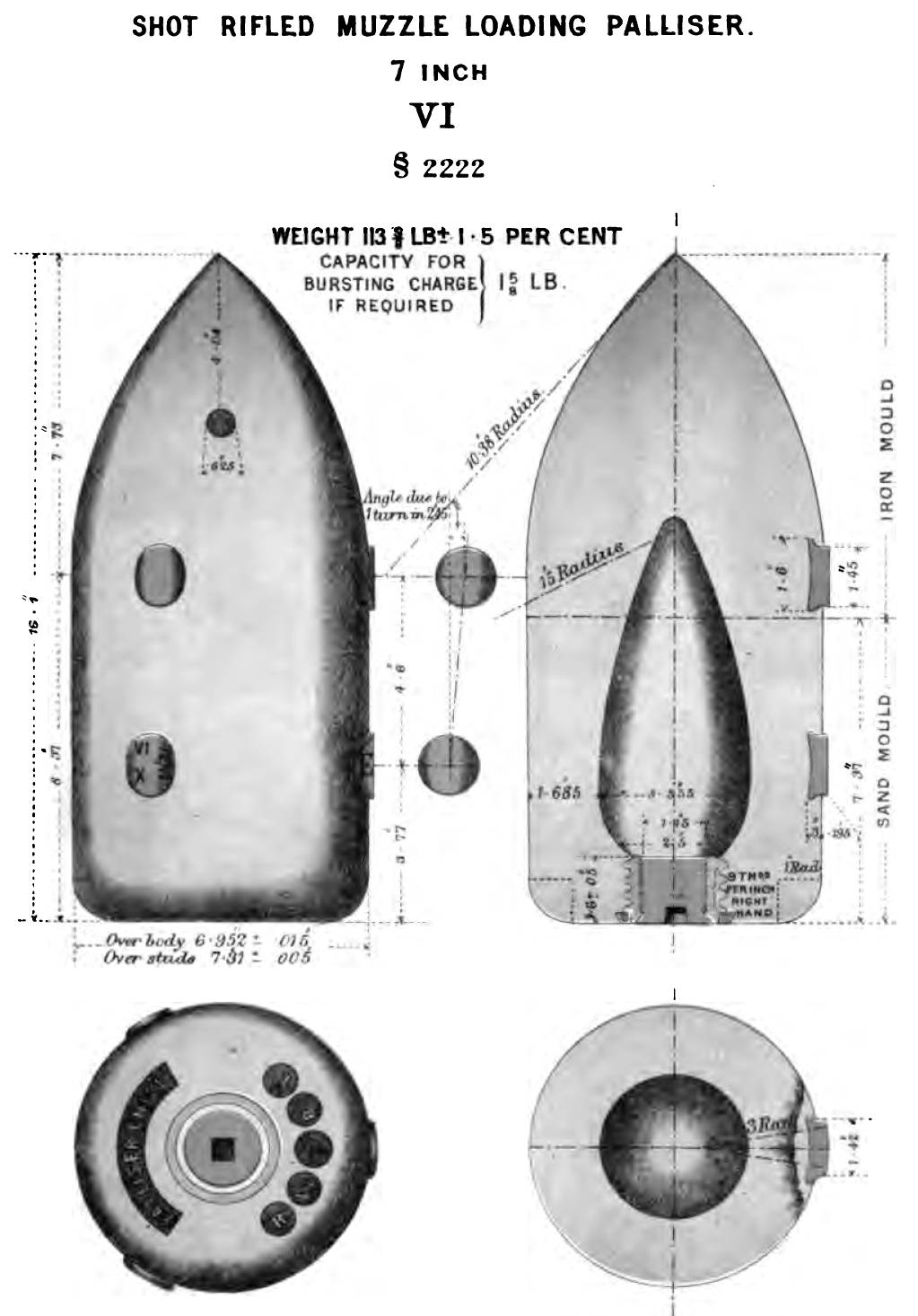
Granate Kaliber 7 inch Mk VI

Das Geschütz besaß keine Vorrichtung für den Rohrrücklauf. Um die Kräfte des Rückstoßes aufzufangen, waren besondere Lafettenkonstruktionen notwendig. Bei der Pivotaufstellung ließ sich die Unterlafette um einen Zapfen drehen. Die Kanone wurde auf einen Wandlafette montiert, die auf der Unterlafette aufgesetzt wurde. Bei Kasemattaufstellung fand eine ähnliche Konstruktion Anwendung.

## Küstenartillerie
Kanonen dieses Typs waren in allen Teilen des British Empire relativ weit verbreitet. Im Allgemeinen wurden jedoch Zielgenauigkeit und Durchschlagsfähigkeit als unzureichend angesehen. Beim Kampf gegen schnelle Ziele wie die aufkommenden Torpedoboote erwies sich die Kadenz ebenfalls als ungenügend. Dieser Typ wurde daher ab den 1880er Jahren zunächst durch Schnellfeuerkanonen (OF – Quick Fire) und bald danach durch modernere Hinterladerkanonen (BL – Breech Loading) ersetzt. Insbesondere die Hinterlader hatten bei hoher Kadenz eine im Vergleich zu den Vorderladern enorm gesteigerte Reichweite, was einige Küstenbefestigungen wie beispielsweise Żonqor Battery auf Malta überflüssig machte.

## Nutzerländer
- Großbritannien
- Australien
- Neuseeland